# Вулька-Хусиньска
Вулька-Хусиньска (пол. Wólka Husińska) — деревня в Замойском повете Люблинского воеводства Польши. Входит в состав гмины Краснобруд. Находится примерно в 23 км к югу от центра города Замосць. По данным переписи 2011 года, в деревне проживало 429 человек.
В 1975—1998 годах деревня входила в состав Замойского воеводства.

## Население
Демографическая структура по состоянию на 31 марта 2011 года:
|         | Всего | До трудоспособного возраста | Трудоспособного возраста | Старше трудоспособного возраста |
| ------- | ----- | --------------------------- | ------------------------ | ------------------------------- |
| Мужчины | 222   | 55                          | 150                      | 17                              |
| Женщины | 207   | 56                          | 106                      | 45                              |
| Всего   | 429   | 111                         | 256                      | 62                              |